# Petar Skansi
Petar Skansi (Sumartin, 23. studenog 1943. – Ljubljana, 4. travnja 2022.) je bivši hrvatski košarkaš i košarkaški trener. Igrao je na poziciji centra.
Od 2012. bio je pomoćnik ministra znanosti, obrazovanja i sporta.

## Karijera

#### Igračka karijera
U ranoj mladosti se prvo bavio vaterpolom. Igrao je u mlađim uzrastima splitskog Jadrana. Poslije se bavio košarkom.
U karijeri je dvaput igrao za "Jugoplastiku", a igrao je još i za talijanski Scavolini Pesaro. 

#### Trenerska karijera
Trenersku karijeru je započeo ondje gdje je završio igračku karijeru, u Jugoplastici. Dugo vremena je vodio talijanske klubove poput Scavolinia, Fabriano Basketa, Venecie, Virtus Rima, Trevisa i Fortituda. 
S Trevisom je 1992. osvojio naslov prvaka Italije. Bio je trener Hrvatske reprezentacije koja je na na Olimpijskim igrama 1992. u Barceloni osvojila srebrnu medalju. 

## Nagrade
Dvostruki je dobitnik Državne nagrade za šport "Franjo Bučar", 1992. kao član trener reprezentacije, te 2003. godine osobno.

## Vanjske poveznice
- Profil  Arhivirana inačica izvorne stranice od 4. veljače 2012. (Wayback Machine) na Lega A Basket